# Disques Adès
Les disques Adès - parfois appelés disques Lucien Adès- est un label discographique français créé en 1953 par Lucien Adès, surtout connu pour sa collection de livres-disques Le Petit Ménestrel.

## Historique
Libraire passionné de littérature enfantine, Lucien Adès crée en 1953 le concept de « livre-disque » (un petit livre accompagné de l'enregistrement discographique du texte) et fonde pour l'occasion les disques Lucien Adès . S'assurant le concours des plus grands comédiens français pour la narration, son catalogue va des contes et légendes à l'adaptation de romans populaires, en passant par les comptines ou les biographies de musiciens célèbres.
Fort de son succès, il contacte le représentant de la Walt Disney Company en France, Armand Bigle, et obtient la licence des films et des longs-métrages d'animation de la société américaine, pour réaliser des adaptations phonographiques (qu'il réalise en grande partie lui-même) mêlant narration, extraits de dialogues et chansons du film. Il exporte le concept aux États-Unis dès 1957 avec le même succès.
Les énormes bénéfices lui permettent parallèlement de produire sous le label disques Adès des enregistrements classiques, contemporains, traditionnels ou de variétés ainsi que des disques de poésies avec des artistes et des ensembles renommés, dont bon nombre ont été primés par le Grand-Prix de l'académie Charles-Cros.
Parmi ceux-ci, on peut citer :
Musique baroque
- Guillaume de Machaut, Guillaume de Machaut et son temps, ensemble Guillaume de Machaut, 1974
- Sainte-Colombe, Tombeau pour M. de Saint-Colombe le père, Jonathan Dunford (viole)

Musique symphonique
- Hector Berlioz, Requiem, Jean Giraudeau, chœurs de la Radiodiffusion Télévision, orchestre du Théâtre national de l'Opéra de Paris,  Hermann Scherchen (dir.)
- Maurice Ravel, Daphnis et Chloé, chœurs de la Radiodiffusion Télévision, orchestre du Théâtre national de l'Opéra de Paris, Manuel Rosenthal (dir.)
- Claude Debussy,
- Olivier Messiaen, Turangalîla-Symphonie, Yvonne Loriod (piano), Jeanne Loriod (ondes Martenot), Orchestre national de la RT.F, Maurice Le Roux (dir.)
- Groupe des six, Les Mariés de la tour Eiffel, Darius Milhaud (dir.)

Opéra
- Serge Prokofiev, L'Ange de feu (1er enregistrement mondial en français) - Grand-Prix de l'académie Charles-Cros
- Arnold Schönberg, Pierrot lunaire, Helga Pilarczyk, Pierre Boulez (dir.) - Grand-Prix de l'académie Charles-Cros
- Michaël Levinas, La Conférence des oiseaux, Martine Viard, Michael Lonsdale, ensemble l'Itinéraire, Michel Swierczewski (dir.)

Musique contemporaine
- Betsy Jolas, Stance, B for Sonata, J.D.E., Points d'aube
- Horatiu Radulescu, Sensual Sky, Iubiri, ensemble Polychromie, Nvart Andreassian (dir.)

Musiques du monde/folklorie
- Sitar : Musiques de l'Inde, Ensemble national de Sitar des Indes

Chanson/Variétés
- Une heure passée avec Boris Vian, Béatrice Moulin, Jean Rochefort, Yves Robert, Claude Luter

Théâtre/Poésie
- Blaise Cendrars, Dis-moi Blaise
- Arthur Rimbaud dit par Sacha Pitoëff
- Gérard Philipe joue_Musset
- Légendes et chansons de France (Savoie-Dauphiné), Madeleine Renaud

Film/Histoire
- La Guerre des étoiles, raconté par Dominique Paturel
- L'Empire contre-attaque, raconté par Dominique Paturel
- Le Retour du Jedi, raconté par Dominique Paturel

Lucien Adès cède sa société en 1988. Le Petit Ménestrel tombe dans le giron d'Universal Music France (sous distribution Accord) alors que la « division Disney » est rachetée par Walt Disney Records.